# آکسفورد (نبراسکا)
آکسفورد(به انگلیسی: Oxford) شهری در ایالت نبراسکا کشور ایالات متحده آمریکا است که جمعیت آن در سرشماری سال ۲۰۱۰ میلادی، ۷۷۹ نفر بوده‌است.